# هيروتو واتاو
هيروتو واتاو (باليابانية: 畑尾 大翔) (16 سبتمبر 1990 في طوكيو في اليابان – )؛ هو لاعب كرة قدم ياباني سابق كان يلعب كمدافع.

## وصلات خارجية
- هيروتو واتاو على موقع رابطة كرة القدم اليابانية للمحترفين (اليابانية)
- هيروتو واتاو على موقع قاعدة بيانات كرة القدم.إي يو (الإنجليزية)
- هيروتو واتاو على موقع Soccerway.com (الإنجليزية)
- هيروتو واتاو على موقع عالم كرة القدم.نت (الإنجليزية)
- هيروتو واتاو على موقع كووورة